# Josep Maria Bocabella
Josep Maria Bocabella i Verdaguer (Sant Cugat del Vallès, 5 ottobre 1815 – Barcellona, 22 aprile 1892) è stato un filantropo spagnolo.

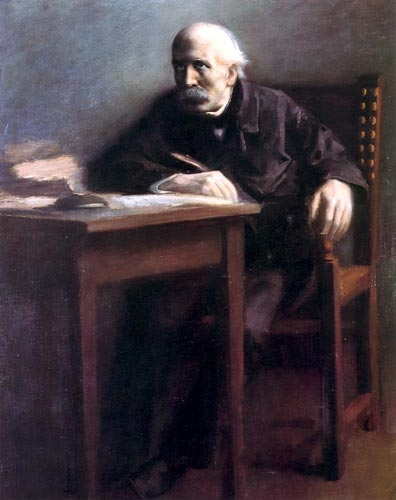
Josep Maria Bocabella, olio di Aleix Clapés.

Proprietario di un'antica tipografia e libreria religiosa a Barcellona, fece un viaggio a Roma nel 1861 a seguito del quale divenne un grande devoto di San Giuseppe con la vocazione di sviluppare i valori della famiglia cristiana. Fondò a questo scopo l'Asociación de Devotos de San José (1866), che arrivò ad avere 600.000 soci, e la rivista El propagador de la devoción a San José (1866), ispirandosi all'omonima rivista Propagateur de la dévotion a Saint Joseph) pubblicata dal salesiano Joseph Huguet a Sainte-Foy di Digione, Francia. La rivista, che aveva una tiratura iniziale di 25.000 esemplari è ancora pubblicata con il nome di Temple.
Bocabella ideò la costruzione di una chiesa cattolica dedicata alla Sacra Famiglia, chiesa che avrebbe poi preso il nome di Templo Expiatorio de la Sagrada Familia. 
Bocabella incaricò del progetto Francisco de Paula del Villar y Lozano, che ideò un complesso neogotico, seguendondo l'idea di Bocabella di ispirarsi al Santuario di Loreto. Villar, tuttavia, rinunciò all'incarico, nel 1883,  per contrasti con Joan Martorell, architetto di Bocabella. Anche Martorell, a cui era stata affidata la progettazione rinunziò ed essa, infine fu affidata a Antoni Gaudí, che ne fece il suo capolavoro.
Josep Maria Bocabella è sepolto nella cappella Santo Cristo nella Sagrada Familia.